# Torrent de Colljovà
El torrent de Colljovà, és un torrent afluent de la Golarda que discorre pels termes municipals de Castellcir i Monistrol de Calders, al Moianès.

## Etimologia
Aquest torrent pren el nom del lloc d'on baixa, Colljovà, de coll d'en Jovà, que tant pot procedir del llatí collis jovanis, com ser un mot ja plenament romànic.

## Origen
El torrent de Colljovà té la capçalera en el terme municipal de Castellcir, a la Vall de Marfà, en un petit cap de vall delimitat al nord pel Serrat del Coll i el Turó del Coll, al nord-est pel Coll de Marfà, on hi havia hagut la Casa de Coll de Marfà, i al sud-est pel Serrat dels Llamps. És just al nord de la Font del Torrent de Colljovà.

## La Vall de Marfà, del terme municipal de Castellcir
Des de l'extrem meridional de la vall de Marfà, el torrent de Colljovà es decanta cap al sud-oest resseguint les quintanes de la Casa de Coll de Marfà, per entrar de seguida en terme de Monistrol de Calders just a migdia del coll de Colljovà i al nord del Bosc Mitger. Segueix de forma paral·lela i a migdia el Camí de Monistrol de Calders a Marfà.

## Monistrol de Calders
Ja dins del terme monistrolenc, passa a migdia de les restes de la casa de Pumanyà i al nord de les Esqueroses i del Pla del Sant. En aquest tram el torrent discorre majoritàriament cap a ponent, però fent nombrosos revolts per anar resseguint el fons de vall entre les serres que l'emmarquen. Recorre tota la part baixa, nord, de la Baga de la Païssa, a la meitat de la qual troba la Font de la Perdiu.
Passada aquesta font torç cap al nord fins a arribar a sota de la Pedrera de Coll Girant, o de Pumanyà, on hi ha el Salt del Torrent de Colljovà, evitant els contraforts del vessant nord del Serrat de la Rectora, passa ran de la Balma dels Bucs i s'aboca a la Golarda just a la Resclosa de la Païssa després de travessar la Carretera de la Coma.